# Шебанов, Фёдор Акимович
Фёдор Акимович Шебанов (26 мая 1921, с. Студенки, Раненбургский уезд, Рязанская губерния, РСФСР — 26 октября 1951, КНДР) — советский ас реактивной истребительной авиации Корейской войны, старший лётчик 196-го истребительного авиационного полка 324-й авиационной дивизии 64-го истребительного авиационного корпуса, Герой Советского Союза (1951). Старший лейтенант (1950).

## Биография
Родился в крестьянской семье. До призыва в РККА в 1939 году окончил 8 классов средней школы в Студенках, в 1940 году первый курс Рязанского музыкального техникума.
В октябре 1940 года призван в Красную Армию. С октября 1940 по апрель 1942 года — радиотелеграфист батальона аэродромного обслуживания в ВВС Среднеазиатского военного округа, служил в городе Сталинабад. Затем направлен на учёбу. В 1944 году окончил Одесскую военную авиационную школу пилотов (действовала в эвакуации в городе Фрунзе Киргизской ССР. Участник Великой Отечественной войны: с января 1945 года младший лейтенант Ф. А. Шабанов служил лётчиком 730-го истребительного авиационного полка 125-й истребительной авиационной дивизии ПВО Западного фронта ПВО. Нёс боевое дежурство и патрулирование над прибалтийскими портами, встреч с противником в воздухе и воздушных боёв не имел.
После окончания войны продолжил служить в ВВС. В декабре 1948 года переведён в 32-й гвардейский истребительный авиационный полк 15-й гвардейской истребительной авиационной дивизии 64-й воздушной истребительной армии ПВО. В феврале 1950 года полк был передан в 324-ю истребительную авиационную дивизию Московского района ПВО.
Участник Корейской войны 1950—1953 годов. В ноябре 1950 года был переведён в 196-й истребительный авиационный полк, а в декабре в составе полка убыл в Северный Китай. Около трёх месяцев полк занимался подготовкой к боевым действиям и обучением китайских лётчиков на реактивных истребителях, а в апреле 1951 года вступил в бой. Первый боевой вылет Ф. А. Шабанов выполнил 4 апреля, и в этом вылете одержал первую победу — сбил истребитель F-86 «Sabre».
Менее чем за два месяца боёв выполнил 69 боевых вылетов, провёл 29 воздушных боёв на истребителе МиГ-15, сбил лично 6 самолётов США (1 стратегический бомбардировщик Boeing B-29 Superfortress, остальные — истребители F-86 «Сейбр»). 20 мая 1951 года Ф. Шабанов одержал свою шестую победу, сбив американский F-86. Затем несколько месяцев на фронте было затишье.
10 октября 1951 года старший лейтенант Ф. А. Шебанов за успешное выполнение заданий командования и проявленное при этом мужество был удостоен звания Героя Советского Союза с вручением ордена Ленина и медали «Золотая Звезда» (награду получить не успел).
В воздушном бою Шебанов часто бросал своего ведущего и отрывался от группы; по оценке Евгения Пепеляева, именно это в конце концов привело к его смерти. В очередной раз оторвавшись от группы, атакованный тремя истребителями-бомбардировщиками F-84 ВВС США, Шебанов погиб в воздушном бою 26 октября 1951 года в 7 километрах от населённого пункта Рюкю (35 километров юго-западнее Пхеньяна).
Похоронен на русском воинском кладбище в Китае в городе Люйшунькоу (бывший Порт-Артур).

## Воинские звания
- младший лейтенант — 27.12.1944
- лейтенант — 23.08.1947
- старший лейтенант — 27.10.1950

## Награды
- Медаль «Золотая Звезда» Героя Советского Союза (10.10.1951);
- орден Ленина (19.10.1951);
- орден Красного Знамени (2.06.1951);
- медаль «За боевые заслуги» (15.11.1950);
- Медаль «За победу над Германией в Великой Отечественной войне 1941—1945 гг.» (1945);
- Юбилейная медаль «30 лет Советской Армии и Флота» (1948).

## Память
- На родине Героя в селе Студенки Рязанской области установлен бюст Ф. А. Шебанова.
- Именем Ф. А. Шебанова названа улица в посёлке Александро-Невский Александро-Невского района Рязанской области.